# Opatovská Nová Ves
Opatovská Nová Ves este o comună slovacă, aflată în districtul Veľký Krtíš din regiunea Banská Bystrica. Localitatea se află la altitudinea de 154 m deasupra n.m., se întinde pe o suprafață de 9,15 km2 și în 2017 număra 685 de locuitori.

## Istoric
Localitatea Opatovská Nová Ves este atestată documentar din 1323.

## Demografie
| An:                | 1994 | 2004   | 2014   | 2024    |
| ------------------ | ---- | ------ | ------ | ------- |
| Număr de persoane: | 646  | 634    | 697    | 626     |
| Diferență:         |      | −1,85% | +9,93% | −10,18% |

| An:                | 2023 | 2024   |
| ------------------ | ---- | ------ |
| Număr de persoane: | 629  | 626    |
| Diferență:         |      | −0,47% |